# The Site
The Site, var et et-times tv-program helliget til Internet revolutionen. Programmets vært var Soledad O'Brien. Programmet blev sendt første gang i juli 1996 samtidig med lanceringen af MSNBC og sendtes mandag-lørdag, og nåede ud til 35 millioner hjem. The Site var en forløber for en hel teknologikanal kaldet ZDTV, senere omdøbt til TechTV, der fusionerede og blev til G4.
Dev Null, Soledad's animerede barista medvært, blev stemmespillet af Leo Laporte, der senere blev hovedvært på TechTV, i mange forskellige shows.
The Site dækkede teknologi i alle former, både i tekniske aspekter og i nyhederne og kulturen. Musikerne Duncan Sheik og Poe var blandt de mange musikere, der blev interviewet omkring hvordan teknologien påvirkede deres musik.
The Site blev taget af sendefladen for at gøre plads til nyhedsudsendelser omkring Prinsesse Dianas død i september 1997. Efterfølgende vendte det ikke tilbage og mange fans skrev forgæves til MSNBC for at få dem til at sende programmet igen. The Site blev reinkarneret som The Screen Savers mindre end et år efter, nu med Leo Laporte som vært. Programmet blev introduceret ved lanceringen, i maj 1998, af den nye kabelnetværk ZDTV (Ziff-Davis Television), indtil det blev taget af igen efter kanalen blev overtaget af Comcast.
Et fem-minutters indslag hvor O'Brien talte løs og fast om teknologi med en virtual reality tegneseriefigur, Dev Null, blev animeret i realtime på Silicon Graphics computere.